# Philodromus traviatus
Philodromus traviatus este o specie de păianjeni din genul Philodromus, familia Philodromidae, descrisă de Banks în anul 1929. Conform Catalogue of Life specia Philodromus traviatus nu are subspecii cunoscute.